# Roxane (Alexander der Große)

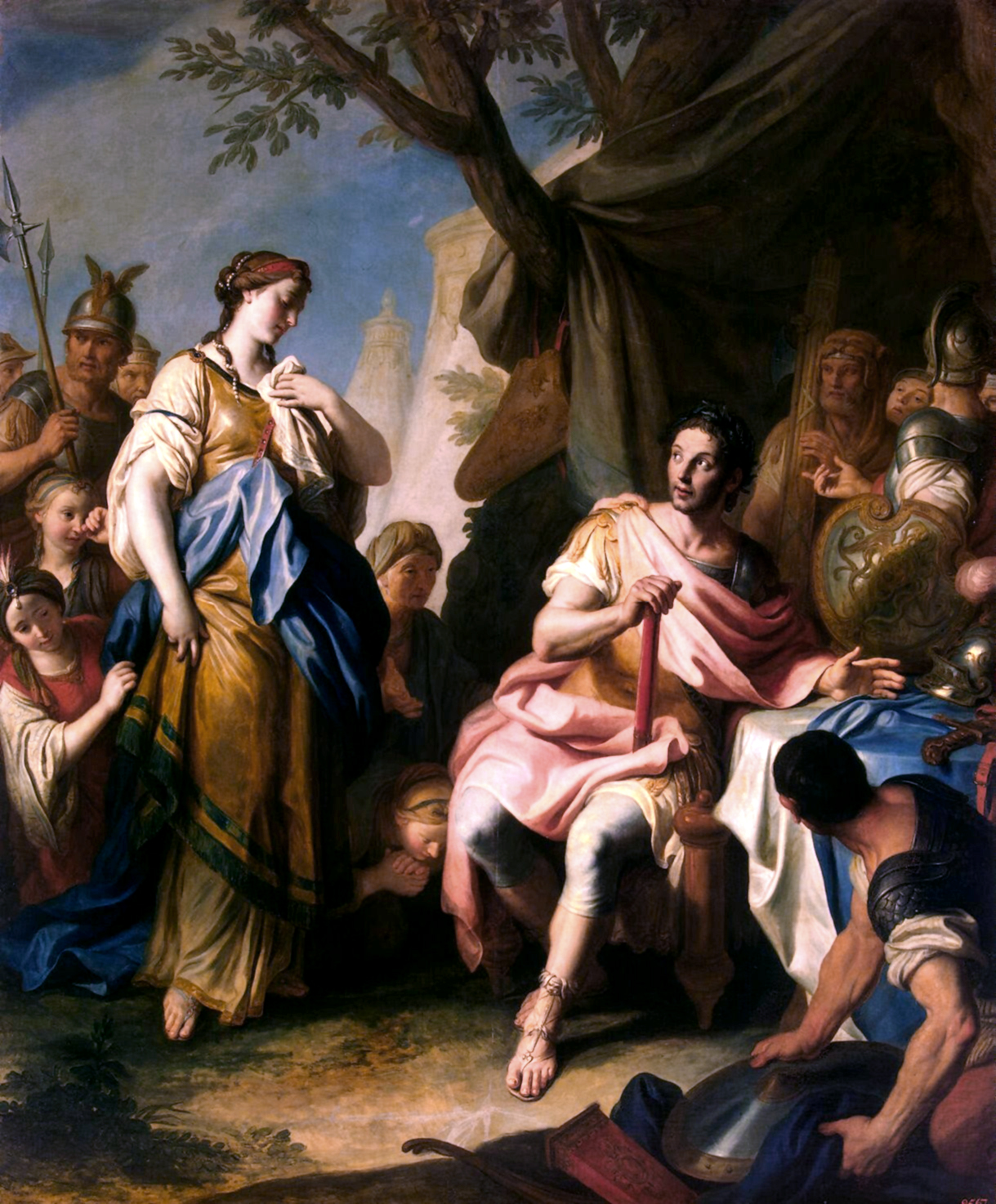
Alexander der Große und Roxane von Pietro Antonio Rotari, 1756. Eremitage, Sankt Petersburg.

Roxane (* um 345 v. Chr.; † 310 v. Chr. in Amphipolis; auch Roxana genannt und Rhoxane oder Roksana geschrieben, persisch روشنک Roschanak) war eine baktrische (heutiges Balkh, Afghanistan) Prinzessin und die erste Frau Alexanders des Großen. Sie war die Tochter des baktrischen Adligen und Satrapen Oxyartes. Ihr Name bedeutet „Morgenröte“ oder „die Strahlende“. Nach dem frühen Tod des großen makedonischen Königs (323 v. Chr.) gebar sie dessen Sohn Alexander IV. Aigos, wurde in die Diadochenkämpfe verwickelt und schließlich zusammen mit ihrem Sohn auf Befehl Kassanders umgebracht.

## Leben

### Abstammung und Ehe mit Alexander dem Großen
Roxanes Vater war der baktrische Stammesfürst Oxyartes, der sie beim Herannahen Alexanders des Großen in die als uneinnehmbar geltende Felsenburg des Ariamazes brachte. Oxyartes selbst war zu dem Zeitpunkt nicht auf der Burg anwesend, als diese doch von Alexander eingenommen werden konnte. Roxane geriet deshalb in die Gefangenschaft des Eroberers, der sich aber laut Arrian bei ihrem Anblick sofort in sie verliebt habe; schließlich sei sie nach der Gattin des persischen Großkönigs Dareios III. die schönste Frau Asiens gewesen. Bald darauf heiratete er Roxane. Nach der Überlieferung des Curtius Rufus hingegen wurde Alexander erst nach der Einnahme der Burg des Sisimithres auf Roxane aufmerksam, anlässlich eines Festbanketts des Oxyartes, bei dem sie mit dreißig anderen Jungfrauen als Tänzerin aufgetreten sei, woraufhin ihre prächtige Hochzeit nach einheimischem Ritus erfolgte.

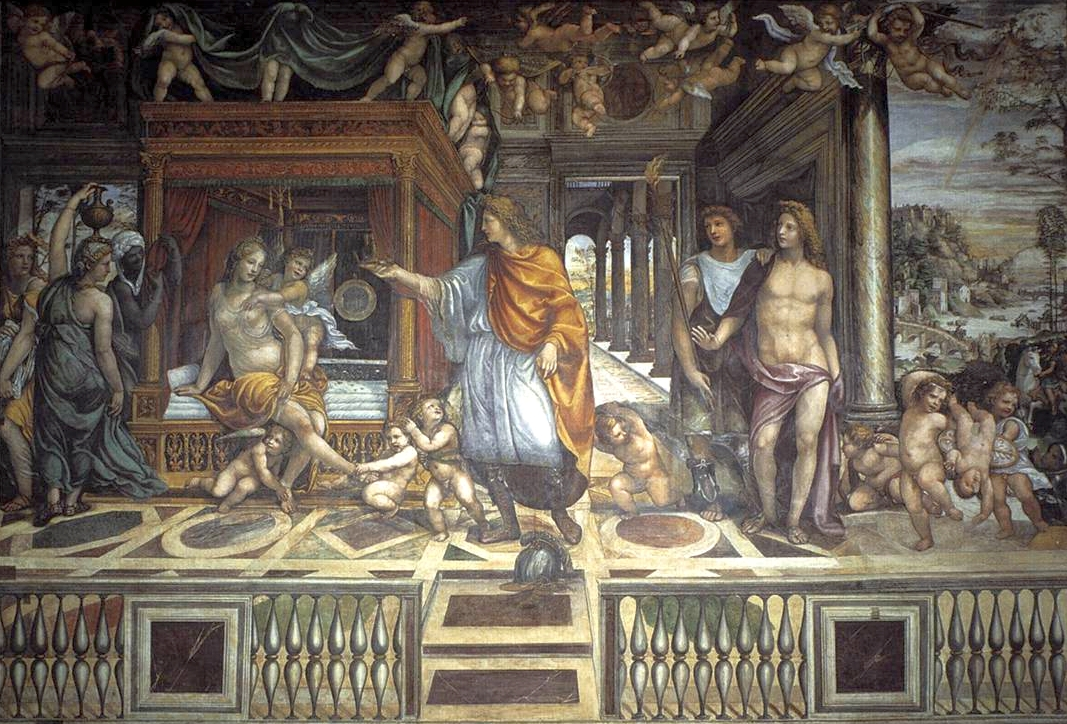
Die Hochzeit Alexanders des Großen mit der Prinzessin Roxane. Um 1517 von Sodoma gestaltetes und von Francesco Primaticcio gemaltes Fresko in der Villa Farnesina, Rom.

Laut der chronologischen Interpretation von Siegfried Lauffer erfolgten die Eroberungen der Burgen des Ariamazes und Sisimithres gemäß der Überlieferung des Arrian im Frühjahr 327 v. Chr., gemäß der Überlieferung des Curtius Rufus aber jene des Ariamazes 328 v. Chr. noch vor der Tragödie des Kleitos und jene des Sismithres im Winter 328/327 v. Chr. Dementsprechend sei der Zeitpunkt von Roxanes Hochzeit auf das Frühjahr 327 v. Chr. zu datieren. A. B. Bosworth meint hingegen, dass Roxanes Vermählung mit Alexander nach Arrian ins Frühjahr 328 v. Chr. und nach Curtius Rufus in den Herbst 328 v. Chr. falle.
Durch seine Eheschließung mit Roxane zielte Alexander auch auf eine Festigung der Beziehungen zwischen Makedonen und Orientalen ab. Die antiken Autoren rücken aber übereinstimmend das erotische Motiv der Heirat gegenüber dem politischen in den Vordergrund. Die Makedonen waren von dem Entschluss ihres Königs wesentlich weniger angenehm berührt als dessen asiatische Gefolgsleute, hätte doch gerne manch hochstehender Makedone seine Tochter als Alexanders Braut gesehen.
Nach der Eheschließung Roxanes erhielt ihr Vater 326 v. Chr. die Herrschaft über die Satrapie Paropamisaden und war Alexander bis zu dessen Tod treu ergeben. Roxane selbst begleitete ihren Mann auf dessen weiteren Feldzug nach Indien, wo sie 326/325 v. Chr. einen bald verstorbenen Sohn gebar, später durch die gedrosische Wüste und schließlich zurück nach Mesopotamien. Obwohl Alexander bei der Massenhochzeit von Susa 324 v. Chr. in Vielehe zwei weitere Frauen – die Königstöchter Stateira und Parysatis – ehelichte, blieb auch Roxane weiterhin seine Gemahlin. Sie war die einzige anwesende Gattin, die sich an seinem Totenbett befand, als er im Juni 323 v. Chr. in Babylon starb. Einem Gerücht zufolge soll sie ihn von dem angeblich von ihm ersonnenen selbstmörderischen Plan abgebracht haben, sich in den Euphrat zu stürzen, um nach seinem Tod den Menschen aufgrund seines Verschwindens als Gott zu erscheinen.

### Rolle in der Diadochenära und Tod
Zum Zeitpunkt von Alexanders Tod war Roxane hochschwanger. Die während einer Art makedonischer Heeresversammlung in Babylon vorgebrachte Anregung des Perdikkas, einstweilen eine provisorische Regelung zu treffen und, sobald Roxane ihr Kind gebäre, dieses für den Fall, dass es ein Sohn wäre, als König anzuerkennen, stieß auf Ablehnung, da viele national-makedonisch Gesinnte in Roxane eine „Perserin“ sahen. Ein Teil der Soldaten, vor allem der Fußvolkführer Meleagros, stimmte für Alexanders geisteskranken Halbbruder Philipp III. Arrhidaios als neuen Herrscher. Der Konflikt artete derart aus, dass es fast zu einem Kampf zu kommen schien. Letztlich verständigten sich die beiden verfeindeten Seiten darauf, dass Perdikkas die Geschäfte leiten sollte und dass ferner sowohl Philipp III. Arrhidaios als auch der von Roxane erwartete Sohn Alexanders als Könige zu gelten hätten. Bald darauf gelang es Perdikkas aber, seinen Widersacher Meleagros töten zu lassen. Wenig später, kurz nach der Babylonischen Reichsordnung, gebar Roxane einen Sohn, Alexander IV. Aigos, der in den Augen derjenigen Generäle, die eine dynastische Nachfolgeregelung befürworteten, der rechtmäßige Erbe des Alexanderreichs war. Offiziell waren Philipp III. und Alexander IV. gleichrangige (aber regierungsunfähige) Könige; indessen übten die Diadochen die wahre Macht aus.
Roxane hatte sehr bald nach Alexanders Ableben mit Billigung des Perdikkas ihre Rivalin Stateira und deren Schwester Drypetis, die Witwe des Hephaistion, ermorden lassen. Nach der Geburt ihres Sohnes Alexander IV. befand sie sich zunächst im Gefolge des Perdikkas, der nun Reichsverweser war, bis zu dessen Ermordung 320 v. Chr. am Nil. Daraufhin kam sie in die Gewalt des neuen Reichsregenten Antipatros, der sie vorerst in die Obhut des Strategen Asiens, Antigonos Monophthalmos, gab. Nach einer Verschlechterung seines Verhältnisses zu Antigonos führte Antipatros aber Roxane, deren kleinen Sohn sowie Philipp III. Arrhidaios und dessen Gattin Eurydike nach Makedonien.
Nachdem Antipatros 319 v. Chr. verstorben war, fühlte Roxane sich unter dessen wenig durchsetzungskräftigem Nachfolger als Reichsverweser, Polyperchon, in Makedonien nicht mehr sicher. Sie begab sich daher mit ihrem kleinen Sohn nach Epirus und schloss sich dort ihrer Schwiegermutter Olympias an. Mit dieser gemeinsam unterstützte sie im zweiten Diadochenkrieg Polyperchon gegen Antipatros’ Sohn Kassander, König Philipp III. Arrhidaios und dessen Gemahlin Eurydike. Nach großen militärischen Rückschlägen stellte Polyperchon mit Hilfe des in Epirus regierenden Königs Aiakides eine neue Armee auf, mit der er 317 v. Chr. in Makedonien einfiel und dabei von Olympias, Roxane und deren Sohn begleitet wurde.
Zunächst bewirkte Olympias durch ihre Autorität einen Sieg über ihre Gegner Philipp III. Arrhidaios und Eurydike, die ihrer Rache anheimfielen. Doch dann wurde sie zusammen mit Roxane und Alexander IV. vom herbeieilenden Kassander in Pydna eingeschlossen und nach längerer Belagerung im Frühjahr 316 v. Chr. zur Aufgabe gezwungen, woraufhin Kassander umgehend den Befehl zur Ermordung der Olympias gab. Außerdem stellte Kassander den Kindkönig Alexander IV. und dessen Mutter Roxane in Amphipolis unter Hausarrest. Laut Diodor plante er bereits damals, den Sohn und die Witwe Alexanders des Großen töten zu lassen.
Im dritten Diadochenkrieg spielte sich Antigonos Monophthalmos als Schirmherr der makedonischen Königsfamilie auf und ließ wohl im Herbst 314 v. Chr. von der Heeresversammlung vor Tyros verkünden, Kassander werde zum Reichsfeind erklärt, wenn er nicht mehrere Bedingungen erfülle, zu denen u. a. auch die Freilassung von Roxane und ihres Sohnes gehörte. Beide blieben aber weiterhin in Amphipolis interniert. Kurz bevor Alexander IV. das Mündigkeitsalter erreichte, ließ Kassander ihn und Roxane im Jahr 310/309 v. Chr. still und heimlich beseitigen; den Mordbefehl führte dabei Glaukias aus, dem die Bewachung der königlichen Gefangenen oblegen hatte.

## Roxane in der Literatur und bildenden Kunst
Gemäß der in der Spätantike verfassten Legendenerzählung des Pseudo-Kallisthenes (Alexanderroman) war Roxane eine Tochter des Perserkönigs Dareios III., welcher im Sterben liegend ihre Hand an seinen Gegner Alexander weiterreichte. Im Prosaroman zu Alexander des persischen Autors Darab Nama (Tarsusi) (12. Jahrhundert) wird Roxane als eine muslimische Prinzessin beschrieben, die Alexander zum Islam bekehrte. Der venezianische Reisende Marco Polo besuchte auf seinem Weg nach China 1273 die vom Mongolenherrscher Dschingis Khan eingeäscherte Stadt Baktra und sah dort die Reste jenes Palastes, in dem die Hochzeit von Alexander und Roxane stattgefunden haben soll. In Alexander. Roman der Utopie des deutschen Schriftstellers Klaus Mann wird Roxane als eine Amazonen-Königin dargestellt.
Der zeitgenössische Maler Aëtion schuf ein in Olympia aufbewahrtes Porträt der Hochzeit von Roxane und Alexander, das vom im zweiten Jahrhundert n. Chr. lebenden griechischen Satiriker Lukian von Samosata, zu dessen Zeit es sich in Italien befand, aus eigener Anschauung genau beschrieben wurde.
Alexander und Roxane sind Gegenstand zahlreicher weiterer Dichtungen und Kunstwerke, unter anderem:
- Alexanders und Roxanen Heyrath: Singspiel von J. von Besser (1708)
- Alessandro: Ballett des Reform-Choreografen Gasparo Angiolini und des Komponisten Christoph Willibald Gluck (1764)
- Alexander in Babylon: Roman von Jakob Wassermann (1905)
- Hochzeit des Alexander und der Roxane: Fresko von Sodoma in der Villa Farnesina in Rom (ca. 1516–17)
- Alexander krönt Roxane von Peter Paul Rubens: Gemälde in Schloss Wörlitz
- Alexander und Roxane von Pietro Antonio Rotari: Gemälde in der Eremitage in Sankt Petersburg (1756)

## Filmische Rezeption
In dem Spielfilm Alexander der Große (1956) (Regie: Robert Rossen) wurde die Rolle der Roxane von Teresa del Río dargestellt, in dem Spielfilm Alexander (2004) (Regie: Oliver Stone) von Rosario Dawson.